# Alberto Ure
Alberto Ure (Buenos Aires, 18 de febrero de 1940-Buenos Aires, 18 de mayo de 2017) fue un director de teatro y televisión argentino. También se dedicó a escribir y adaptar guiones teatrales, así como a la escritura de artículos de opinión sobre teatro, política, cultura y televisión y teoría teatral, que fueron publicados en distintos medios y recopilados en libros.

## Carrera
Dedicado lector y espectador de obras teatrales, tomó clases de actuación durante 1966 y 1967 junto a Carlos Gandolfo, y también algunas clases junto a Augusto Fernández. Al segundo año de estudios ya se desempeñaba como asistente de dirección de Gandolfo. La obra en la que fue asistente era Salvados, de Edward Bond, que había sido prohibida a las veinte representaciones:

Esa censura me enseñó que las escenas que más me atraían eran transgresoras y que la inteligencia teatral tenía concepciones ingenuamente liberales sobre el poder político y sobre el lugar que ocupaba el teatro en la cultura argentina, a la que no consideraban, en esos años, zona de conflicto.

En 1968 dirige su primera obra: Palos y Piedras, de su autoría, y ese mismo año también dirigió Atendiendo al Sr. Sloane, del autor británico Joe Orton. En 1969 realiza un seminario en la Universidad de Nueva York (Estados Unidos) con el director teatral y profesor universitario de estudios teatrales Richard Schechner, quien difundía ideas del director de teatro polaco Jerzy Grotowski. El mismo duró cuatro meses, y al regresar a Buenos Aires, abrió su propio estudio teatral donde realizó seminarios, especializándose en psicodrama psicoanalítico y en técnicas experimentales de teatro.
En 1975 comenzó a desempeñarse como docente titular en la cátedra de Dirección en el Conservatorio Nacional de Arte Escénico. Con la llegada al poder en 1976 de la dictadura militar (el autodenominado Proceso de Reorganización Nacional) tuvo que dejar esta labor docente y debió exiliarse en España. Allí dio clases en el Conservatorio Real de Madrid, en el Goethe Institut y dirigió una obra teatral. Luego fue contratado por el Goethe Institut para dirigir y dar clases en Brasil.  Una vez de regreso en Buenos Aires, iba a dirigir la obra Telarañas, de Eduardo Pavlovsky, que fue prohibida, y se dedicó sólo a dirigir obras comerciales, como Espía por amor con Graciela Alfano, en su debut en el teatro.
Participó como director en Teatro Abierto en los años 1980 con dos obras de Elio Gallípoli, El 16 de octubre y Barón V; y en 1990 y 1991 fue director contratado del Teatro Municipal General San Martín. También se desempeñó como director adjunto del Centro Cultural Recoleta entre 1990 y 1993, siendo el director el reconocido escritor Miguel Briante.
En televisión, se desempeñó como director de casting de Canal 2 y de Canal 13, y realizó la puesta en escena de Bárbara Narváez (1985) y de Zona de riesgo (1993). En el año 1998 fue víctima de un accidente cerebrovascular, del que se recuperó lentamente y dejó mermada su movilidad, lo cual lo mantuvo un tiempo alejado de la actividad teatral.  Falleció el 18 de mayo de 2017 a los 77 años de edad debido a las secuelas del accidente cerebrovascular ocurrido en 1998.

## Obras como director
- 1968 - Palos y Piedras.
- 1968 - Atendiendo al Sr. Sloane.
- 1973 - Casa de muñecas.
- 1974 - Hedda Gabler.
- 1974 - La reina blanca.
- 1974 - Sucede lo que pasa.
- 1976 - La señorita Julia.
- 1977 - Telarañas.
- 1980 - Espía por amor
- 1984 - El campo.
- 1986 - Puesta en claro.
- 1987 - El padre.
- 1988 - Antígona.
- 1989 - Mal de padre.
- 1990 - Los invertidos.
- 1991 - Noche de reyes.
- 1994 - Amor, valor, compasión
- 1995 - En familia
- 1996 - Las mujeres de Juan.
- 1997 - Diez minutos para enamorarse.
- 2001 - La familia argentina.
- 2002 - Solomonólogos.

## Actuación en cine
- Las mantenidas sin sueño (2007)...Juan (vecino)
- Prohibido (1997)
- Sinfín (1988)
- Sofía (1987)
- La venganza de un soldado(1985)

## Libros publicados
- 2003 - Sacate la careta.
- 2009 - Rebeldes y exquisitos.
- 2009 - Ponete el antifaz.

## Premios
- 1990 - Premio María Guerrero por Los invertidos.
- 1996 - Premio Molière por Don Juan.
- 1998 - Premio del Fondo Nacional de las Artes a la trayectoria.
- 1999 - Premio Teatro del Mundo a la Trayectoria del Centro Cultural Ricardo Rojas.
- 2003 - Premio Teatro del Mundo de Ensayo por el libro Sacate la careta.
- 2004 - Diploma al Mérito Konex: Memorias y testimonios.
- 2013 - Premio Podestá